# Pack (Hirschegg-Pack)
Pack è una frazione di 417 abitanti del comune austriaco di Hirschegg-Pack, nel distretto di Voitsberg, in Stiria. Già comune autonomo, il 1º gennaio 2015 è stato fuso con l'altro comune soppresso di Hirschegg per costituire il nuovo comune.